# Al-Mansour Automotive

Logo der Mansour Group

Die Al-Mansour Automotive Company (in arabisch شركة المنصور للسيارات, DMG Šarikat al-Manṣūr li-s-Saiyārāt und مجموعة منصور / Maǧmūʿat Manṣūr) ist ein Importeur und Fahrzeughändler mit Unternehmenshauptsitz in Alexandria, Ägypten.
Das im Jahre 1975 begründete Unternehmen arbeitet seit seinem Bestehen fest mit der General Motors Corporation zusammen und arbeitete sich so zum lokalen Generalimporteur vor.